# Mirhipipteryx hebardi
Mirhipipteryx hebardi är en insektsart som först beskrevs av Lucien Chopard 1931.  Mirhipipteryx hebardi ingår i släktet Mirhipipteryx och familjen Ripipterygidae. Inga underarter finns listade i Catalogue of Life.